# Coracenses
Los coracenses fueron una antigua tribu de Cerdeña.

## Historia
Descrito este antiguo pueblo por Ptolomeo (III, 3), los coracenses habitaban al sur de otros pueblos, los tibulati y los corsi (de donde procede el nombre de Córcega) y al norte de los carenses y los cunusitani.